# Tobias Wimbauer

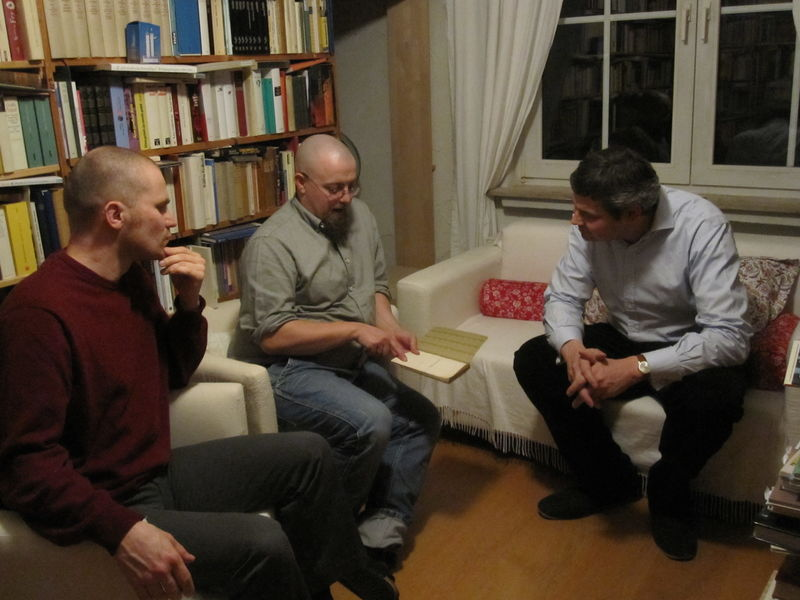
Tobias Wimbauer (Mitte) im Gespräch mit den Redakteuren des „Umblätterers“ (2010)

Tobias Wimbauer (* 13. Juni 1976 in Überlingen) ist ein deutscher Publizist und Antiquar. Er lebt in Dortmund.

## Werdegang
Wimbauer stammt aus einer Anthroposophen-Familie, sein Vater Herbert Wimbauer verfasste zahlreiche Bücher über Anthroposophie. 1999 begann Tobias Wimbauer an der Universität Freiburg ein Studium der Germanistik und Philosophie, das er 2002 abbrach. Danach war er als Journalist für die Wochenzeitung Junge Freiheit und im Verlagswesen tätig. 2004 nahm er in Wuppertal das Studium in den Fächern Germanistik und Soziologie wieder auf, beendete es jedoch nicht.
In der Fachöffentlichkeit wurde Wimbauer 1999 bekannt, als er in seinem Personenregister der Tagebücher Ernst Jüngers zahlreiche von Jünger verwendete Decknamen entschlüsselte. Zudem erstellte er ein Register für die Korrespondenz Jüngers mit Carl Schmitt. Aufgrund der aufwändigen Indizierungsarbeiten sowie neuer Funde zum Briefwechsel Jüngers (unter anderem mit Alfred Kubin und Schmitt) wird Wimbauer gelegentlich als der „Detektiv des Lebens von Ernst Jünger“ bezeichnet. Über die Fachöffentlichkeit hinausgehende Aufmerksamkeit erhielt Wimbauers Entdeckung eines unbekannten Briefes von Paul Celan an Jünger, den er 2005 in der Frankfurter Allgemeine Zeitung präsentierte. Eine ausführliche Aufbereitung und Kritik der anschließenden Feuilletondiskussion erschien im selben Jahr in einem Buch von Theo Buck.
2004 stieß Wimbauer mit einer neuen Auslegung der „berüchtigten Burgunderszene“ aus den Strahlungen eine Debatte über den fiktionalen Gehalt der Tagebücher Jüngers an, indem er Indizien zusammentrug, denen zufolge der dort beschriebene Luftangriff in Wirklichkeit nicht stattgefunden hatte. Wimbauers These, Jünger habe in der „Burgunderszene“ eine eskalierende Liebesaffäre mit der Pariser Ärztin Sophie Ravoux chiffriert, hat in der Jünger-Forschung eine nähere Beschäftigung mit der Affäre zur Folge gehabt.
In einem weiteren „Scoop“ (Der Umblätterer) beschrieb Wimbauer 2008 in der FAZ, wie 1942 eine nationalsozialistische Zensurstelle getäuscht wurde, indem zwei verschiedene Versionen von Jüngers Tagebuchband Gärten und Straßen gedruckt wurden.
Bis etwa 2004 veröffentlichte Wimbauer in Publikationen und arbeitete mit Institutionen der Neuen Rechten. So schrieb er unter anderem für die Junge Freiheit und Criticón (heute Neue Nachricht) und publizierte in dem rechtskonservativen Verlag Edition Antaios. Für den ersten Band einer Schriftenauswahl des zeitweiligen Jünger-Sekretärs und als Grenzgänger zwischen Neuer Rechter und Rechtsextremismus bekannten Publizisten Armin Mohler schrieb Wimbauer 2001 das Nachwort.
Von 2002 bis 2003 war Wimbauer Mitglied im als Institutskollegium bezeichneten Vorstand des neurechten Instituts für Staatspolitik. Wimbauer erstellte auch das Register für das Buch Jüdischer Bolschewismus – Mythos und Realität von Johannes Rogalla von Bieberstein, das 2003 die Vorlage für Martin Hohmanns umstrittene „Tätervolk“-Rede lieferte.
In einem Interview mit dem der Neuen Rechten zugeordneten Blog Das Gespräch distanzierte er sich 2009 von seiner politischen Vergangenheit. Er verwies dabei darauf, dass er seit Mai 2004 nichts mehr in der Jungen Freiheit oder ähnlich ausgerichteten Publikationen veröffentlicht habe, sondern im Wesentlichen nur noch in der FAZ und auf dem Blog Literaturkritik.de. Er beschreibt seine Abkehr von der Neuen Rechten als „allmähliche Entfremdung und zunehmende Irritation“. Das Interview wurde 2010 in seinem Buch Ausweitung der Bücherhöhle. Fünf Interviews mit Tobias Wimbauer nachgedruckt.
Wimbauer betreibt ein Versandantiquariat und betrieb von 2009 bis 2015 gemeinsam mit seiner damaligen Frau Silvia Stolz-Wimbauer (als Inhaberin) einen Buchverlag namens „Eisenhut Verlag“.

## Veröffentlichungen
- Personenregister der Tagebücher Ernst Jüngers (1999, 2. Auflage. erweitert und ergänzt, 2003, 3., aktualisierte Auflage, 2010, 4., aktualisierte Auflage, 2017), ISBN 978-3743193369 und ISBN 978-3743135857
- Halb im Aufbau, halb im Verfall. Ein unbekannter Brief Ernst Jüngers an Alfred Kubin. In: Les Carnets Ernst Jünger. 6, 2000, S. 207–210.
- „In unseren Tagen sind gute Partner selten“. Vier neu entdeckte Briefe Ernst Jüngers an Carl Schmitt. In: Schmittiana. 8, 2003, S. 121–131.
- Lagebericht und andere Erzählungen, 2008, ISBN 978-3-9810057-8-3.
- Ausweitung der Bücherhöhle. Fünf Interviews mit Tobias Wimbauer von Martin Böcker, Frank Fischer, Nicole Rensmann, Andreas Schneider und André Seelmann, Eisenhut-Verlag, Hagen-Berchum 2010, ISBN 978-3-942090-09-4.
- mit Mirko Kussin: Hundert Dinge. Eisenhut-Verlag, Hagen-Berchum 2012, ISBN 978-3-942090-20-9.
- Haben Sie Steffi Briest? Aus den Tagebüchern eines Antiquars 2008–2011. Eisenhut-Verlag, Hagen-Berchum 2012, ISBN 978-3-942090-25-4.
- Vorwort In: Marcus Stiglegger: Verdichtungen – zur Ikonologie und Mythologie populärer Kultur. Eisenhut-Verlag, Hagen-Berchum 2014, ISBN 978-3-942090-34-6.
- Landschaften im inneren Vorbeifahren. Aus den Traumtagebüchern 1995–2016. Books on Demand, Norderstedt 2016, ISBN 978-3-7412-0872-0.
- Vorwort In: Marie Curie: Selbstbiographie. Books on Demand, Norderstedt 2016, ISBN 978-3-7412-8471-7.

Herausgeber
- Das Luminar. Schriften zu Ernst und Friedrich Georg Jünger, Buchreihe
- Anarch im Widerspruch. Neue Texte zu Werk und Leben der Brüder Ernst und Friedrich Georg Jünger. 2004, ISBN 3-935063-53-9. (2. veränderte Auflage. 2010, ISBN 978-3-942090-03-2)
- Friedrich Helms: Tagebuch. Wilhelmshorst 1945. Mit einem Vorwort von Walter Kempowski. Eisenhut-Verlag, Hagen-Berchum 2009, ISBN 978-3-942090-00-1.
- Friedrich Helms: Tagebuch. Wilhelmshorst 1946 / 1947. 2010, ISBN 978-3-942090-05-6.
- Friedrich Helms: Tagebuch Wilhelmshorst und Uelzen 1948 und 1949. 2016, ISBN 978-3741252341.
- Ernst Jünger in Paris. Ernst Jünger, Sophie Ravoux, die Burgunderszene und eine Hinrichtung. Mit Beiträgen von Felix Johannes Enzian, Henning Ritter, Alexander Rubel, Jörg Sader und Tobias Wimbauer, 2011, ISBN 978-3-942090-13-1.
- Küchenbord. Eine Reihe gastrosophischer Bücher, Buchreihe
- Mario Scheuermann: Wortklaubereien. Von »Serviertöchtern« und »Restaurant–Bären« – ein gastronomisch-kulinarisches Sammelsurium der deutschen Sprache aus drei Jahrhunderten. Illustriert von Michaela von Aichberger, 2010, ISBN 978-3-942090-04-9.
- Bibliotope, Buchreihe
- Petra Gust-Kazakos: Ganz weit weg, Leselust und Reisefieber 2010, ISBN 978-3-942090-07-0.
- Eric W. Steinhauer: Vampyrologie für Bibliothekare: Eine kulturwissenschaftliche Lektüre des Vampirs 2011, ISBN 978-3-942090-06-3.
- Timo Kölling: Ernst Jünger und die Nichtvergesslichkeit. Der Autor als Schrift. 2011, ISBN 978-3-942090-15-5.
- Martin Thoemmes: Kann noch Heimat sein? Variationen zu den letzten von Martin Heidegger niedergeschriebenen Worten. Mit einem Geleitwort von Karl Kardinal Lehmann. 2011, ISBN 978-3-942090-16-2.
- Wilhelm Rosenkranz: Die andere Seite – Begegnungen mit Ernst Jünger in Kirchhorst.  2014, ISBN 978-3-942090-32-2.
- Nachtseite. Aus Traumtagebüchern. Buchreihe
- Pelle Felsch: Scheiße, Kannibalen! Oder: Die Nacht der reitenden Köpfe. Notizen aus dem Traumtagebuch. 2011, ISBN 978-3-942090-11-7.
- Timo Kölling: Das Wissen der Schwalben. Traumtagebuch. 2012, ISBN 978-3-942090-18-6.
- Nimmertal 75. Schriftenreihe des Antiquariats Wimbauer Buchversand, Buchreihe